# Steinkreis von Loch Buie
Der gut erhaltene Steinkreis von Loch Buie (auch Lochbuie) steht im Süden der schottischen Insel Mull, die zu den Inneren Hebriden gehört. Er liegt bei der Ortschaft Lochbuie, zwischen dem Ufer des Lochs (Meeresbucht) und der Straße, auf dem Gelände des Lochbuie House. Auf der Insel Mull findet man etliche Steinreihen und ein paar Steinkreise. 

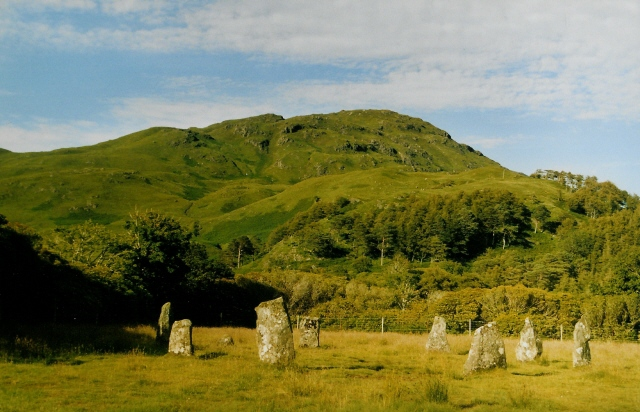
Steinkreis von Loch Buie

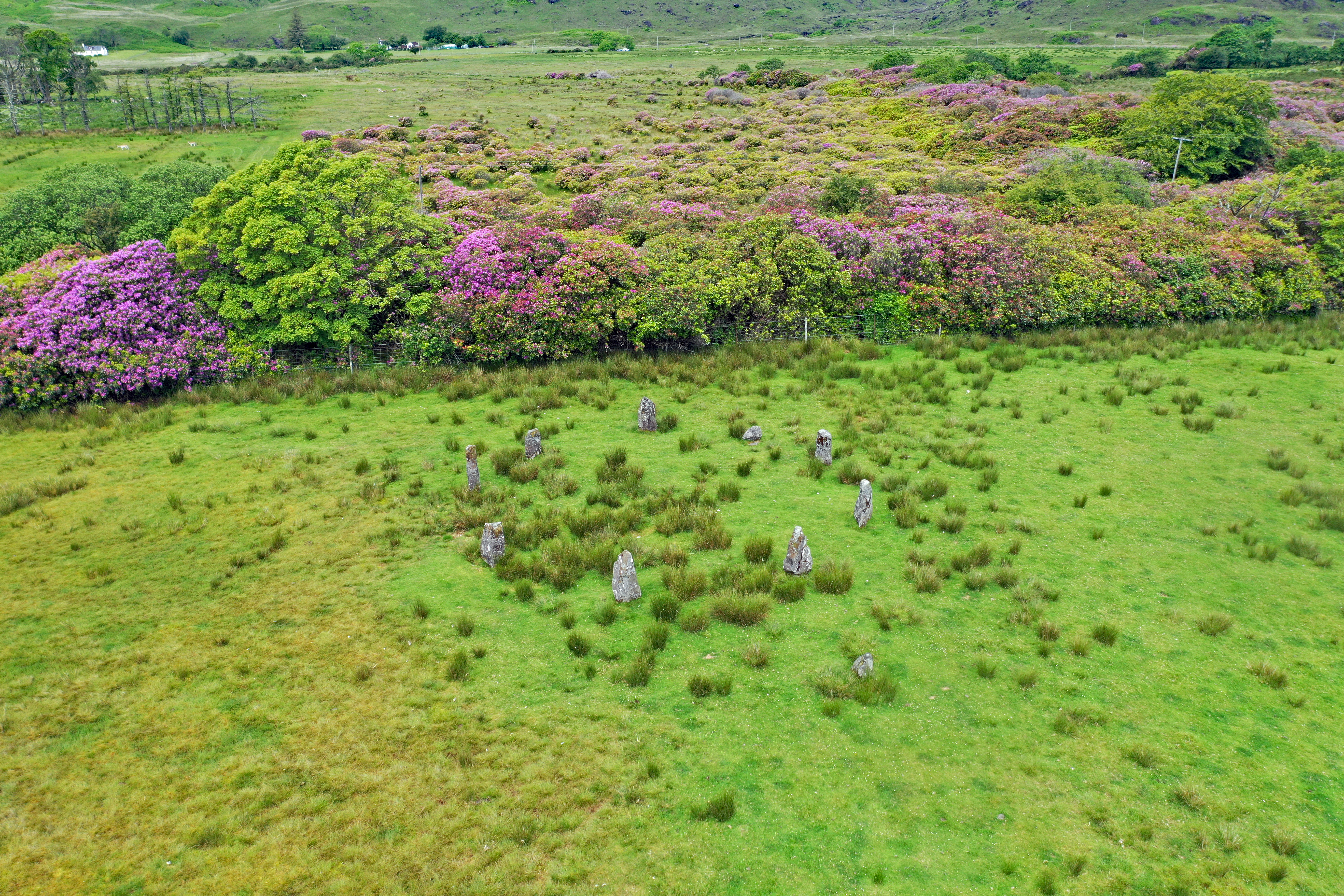
Luftbild

Der Kreis bestand ursprünglich aus neun Granitplatten, die einen Kreis von etwa 13,3 m Durchmesser bilden. Der höchste Stein im Kreis ist 1,9 m hoch. Die Platten sind mit ihren breiten Flächen zum Kreismittelpunkt angeordnet. Einer der ursprünglichen Steine wurde in neuerer Zeit durch einen kleinen Felsblock ersetzt. In einem Bericht von 1848 wird festgestellt, dass der Kreis auf einem Feld namens „Field of the Druids“ liegt.
Es gibt in unterschiedlichen Abständen vom Kreis mehrere Menhire. Der nächste, wohl sicher zum Kreis gehörende Ausreißer (englisch outlier), steht etwa fünf Meter entfernt im Süd-Osten und ist nur einen Meter groß. Der zweite ist ein drei Meter hoher Monolith, der etwa 40 m entfernt südwestlich des Kreises steht. 107 m entfernt steht ebenfalls im Südwesten der dritte, über zwei Meter hohe Stein. Er ist an der Spitze abgebrochen und war ursprünglich größer. Etwa 360 m entfernt steht nordnordwestlich ein etwa 2,0 m hohes Exemplar. 
In einer Baumgruppe etwa 100 m nordwestlich des Steinkreises liegt der Rest eines Kerb Cairns mit Steineinfassung. Er hat etwa 6,5 m Durchmesser und einen „falschen“ Eintritt im Südosten. Die Steine im nördlichen und südlichen Bogen sind weitgehend in situ.